# Egyptens trettonde dynasti
Egyptens trettonde dynasti varade omkring 1794/1793-1648 f.Kr. Dynastin räknas till den Andra mellantiden i det forntida Egypten. I bland räknas första delen av trettonde dynasti till Mellersta riket. Faraonerna av den trettonde dynastin styrde från Memfis men centralmakten försvagades och härskarna av den fjortonde dynastin var samtida med dessa.
Faijum fortsatte att vara rikets centrum och ett flertal härskare bar namnet Sobekhotep där krokodilguden Sobek från Faijum ingick. Totalt regerade ca 50, eller så mycket som 65 kungar under den trettonde dynastin. Faraonerna av den trettonde dynastin styrde från Memfis men ett stort antal asiater flyttade in i Nildeltat under denna tid. I slutet av dynastin grep de som hyksos makten i östra Nildeltat.